# Distrito Escolar Independiente de Houston

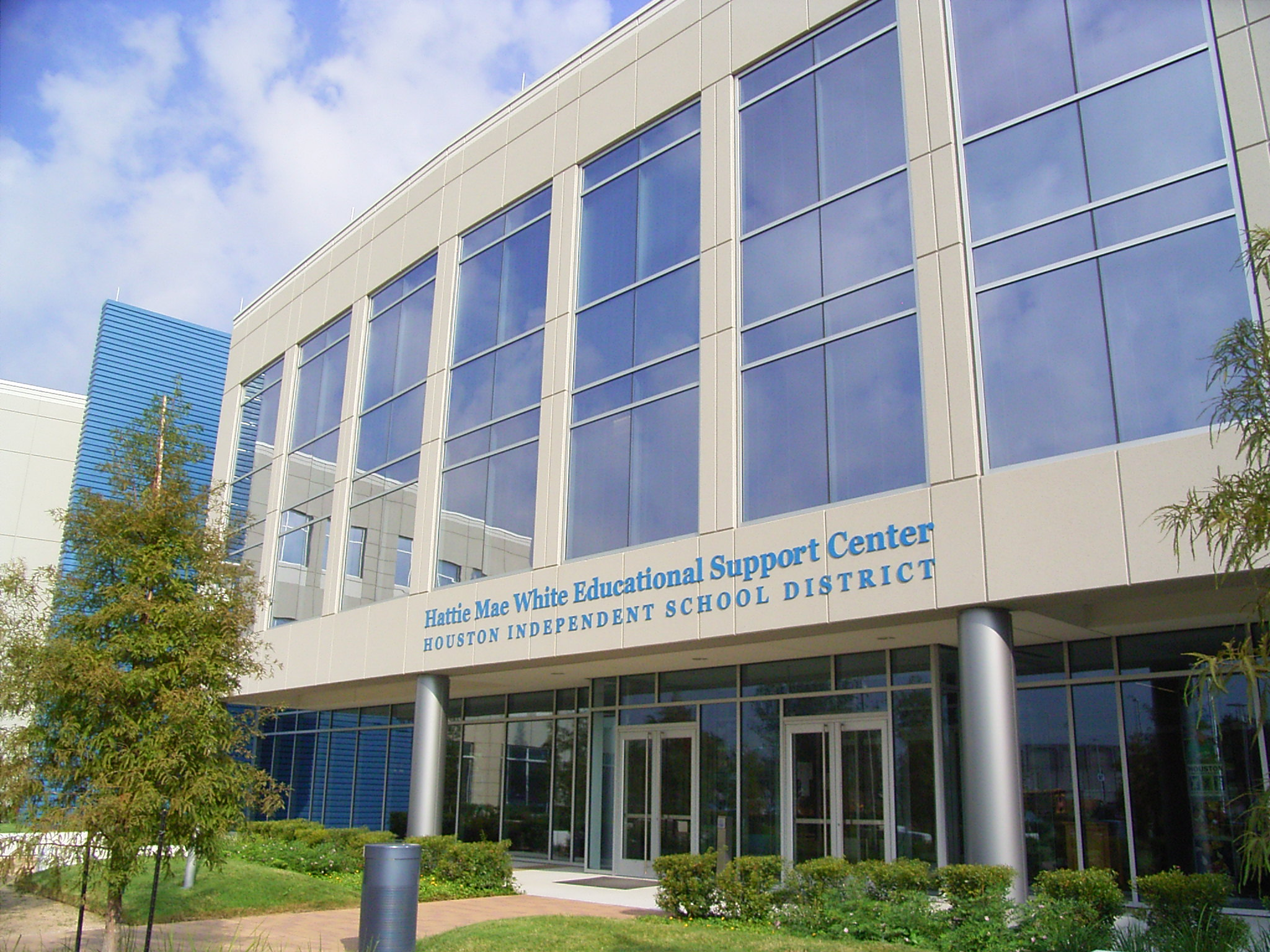
El Centro de Apoyo Escolar Hattie Mae White, la sede del distrito.

El Distrito Escolar Independiente de Houston (Houston Independent School District o HISD en inglés) es el distrito escolar público más grande del estado de Texas, Estados Unidos, y el séptimo más grande del país. Tiene su sede en el Centro de Apoyo Escolar Hattie Mae White (Hattie Mae White Educational Support Center) en Houston. Igual que la mayoría de los distritos escolares del estado de Texas, es independiente del gobierno del estado de Texas.
El distrito tiene escuelas en Houston, Bellaire, West University Place y Jacinto City. Sirve áreas no incorporadas y partes de Jacinto City, Missouri City, Piney Point Village y Hunters Creek Village.
Anteriormente, el HISD sirvió una parte de la Ciudad de Stafford. En 1977, la Ciudad de Stafford estableció el Distrito Escolar Municipal de Stafford para todas las partes de la ciudad.

## Historia
El distrito escolar de Houston fue establecido en 1920 como reemplazo del distrito escolar de Harrisburg. Cuando fue fundado, el distrito fue dirigido por Edison Oberholtzer. El superintendente de nogocios del distrito, Hubert L. Mills, tenía poder político inmenso en la política escolar. Había estado empleado por una década en el distrito antes de la entrada de Oberholtzer. Para la década de 1930, los dos luchaban por control del distrito.

## Demografía
A partir del año escolar 2014-2015 el distrito tiene menos de 215 000 estudiantes.
A partir del año escolar 2014-2015, más de 59 700 estudiantes de HISD informaron español como su lengua materna (la lengua que hablan en sus casas). Más de 925 estudiantes informaron árabe como su lengua materna y más de 445 informaron vietnamita como su lengua materna.

## Escuelas

### Escuelas K-12
- Escuela T.H. Rogers

### Escuelas secundarias y preparatorias (6-12)
Escuelas del barrio y alternativas
- Academia Jane Long (del barrio: grados 6 a 8; alternativa: grados 9 a 12)

Escuelas alternativas
- Academia Preuniversitaria Femenina
- Academia Preuniversitaria Masculina Mickey Leland

### Escuelas K-8
Escuelas K-8 tradicionales

- Centro de Educación Gregory-Lincoln (Houston)
- Centro de Educación E.O. Smith (Houston)
- Centro K-8 Woodson (Houston)

Otras

- La Escuela Rice (The Rice School, Houston)

### Escuelas preparatorias (9-12)
Escuelas tradicionales

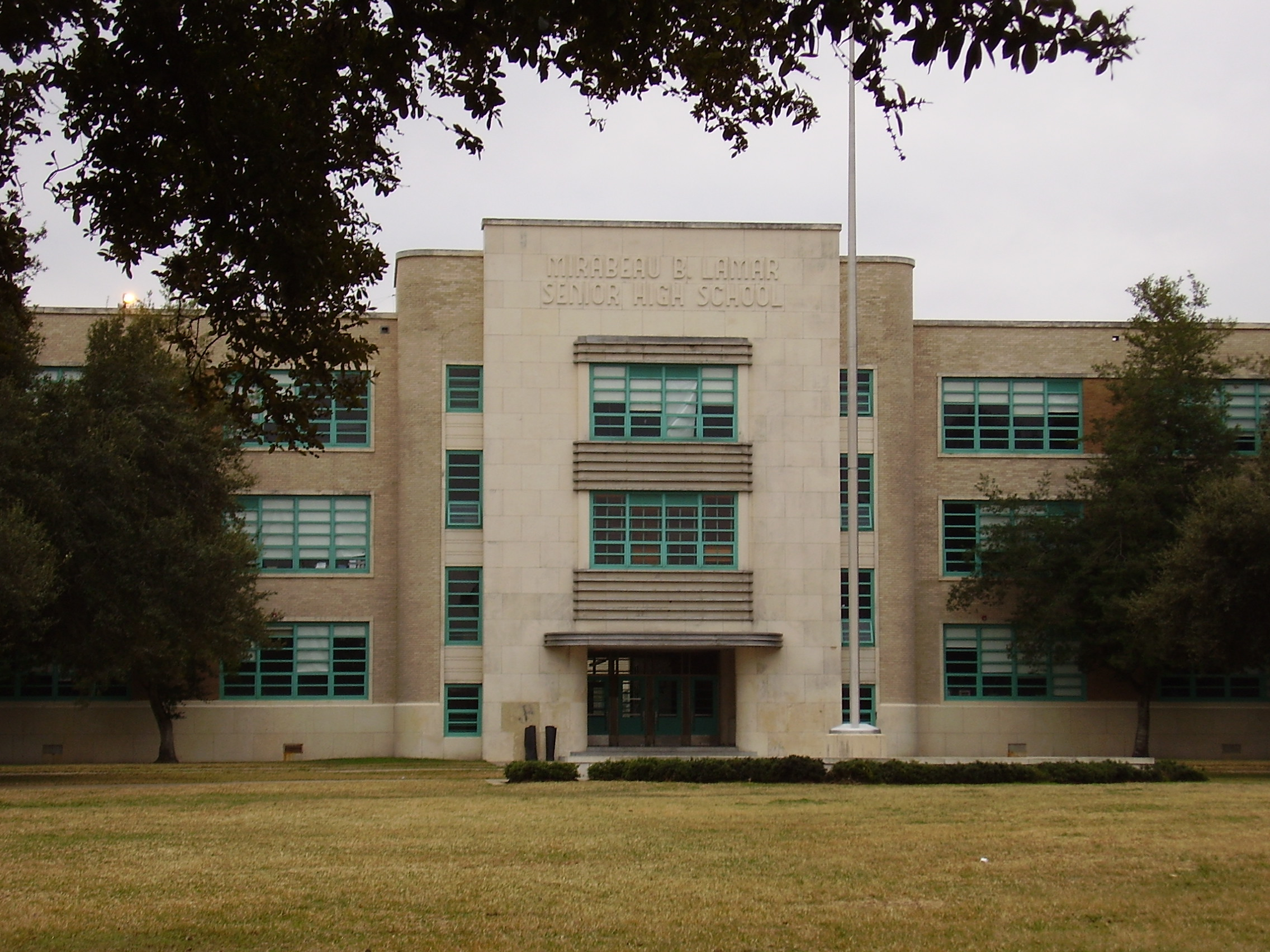
Escuela Preparatoria Lamar

- Escuela Preparatoria Austin (Houston)
- Escuela Preparatoria Bellaire (Bellaire)
- Escuela Preparatoria Chávez (Houston)
- Escuela Preparatoria Ebbert L. Furr (Houston)
- Escuela Preparatoria Heights (anteriormente la Preparatoria John H. Reagan) (Houston)
- Escuela Preparatoria Sam Houston (Houston)
- Escuela Preparatoria Kashmere (Houston)
- Escuela Preparatoria Lamar (Houston)
- Escuela Preparatoria James Madison (Houston)
- Escuela Preparatoria Charles H. Milby (Houston)
- Escuela Preparatoria Northside (anteriormente la Preparatoria Jefferson Davis) (Houston)
- Escuela Preparatoria North Forest (Houston)
- Escuela Preparatoria Scarborough (Houston)
- Escuela Preparatoria Sharpstown (Houston)
- Escuela Preparatoria Ross Shaw Sterling (Houston)
- Escuela Preparatoria Westbury (Houston)
- Escuela Preparatoria Westside (Houston)
- Escuela Preparatoria Margaret Long Wisdom (anteriormente la Preparatoria Robert E. Lee) (Houston)
- Escuela Preparatoria Phillis Wheatley
- Escuela Preparatoria Worthing
- Escuela Preparatoria Jack Yates

Escuelas magnet

- Escuela Preparatoria para las Artes Escénicas y Visuales
- Escuela Preparatoria DeBakey para las Profesiones de la Salud
- Escuela Preparatoria Carnegie Vanguard
- Escuela Preparatoria para las Fuerzas del Orden Público y la Justicia Criminal
- Escuela Preparatoria Barbara Jordan

Escuelas alternativas

- Escuela Preparatoria Jesse H. Jones Futures Academy (Houston)

### Escuelas primarias (K-5)
- Escuela Primaria Poe
- Escuela Primaria River Oaks